# Droga I/23 (Czechy)
Droga krajowa 23 (cz. Silnice I/23) – droga krajowa w  południowych  Czechach. Łączy miasto drogę krajową nr 3 (ok.20 km. na południe od miasta Tabor) przez Jindřichův Hradec, Třebíč z autostradą D1 pod Brnem. Na krótkim odcinku w rejonie miasta Jindřichův Hradec trasa pokrywa się z drogą krajową 34 i trasą europejską E551. W latach 20 XX wieku śladem obecnej drogi nr 23 planowano budowę nowoczesnej autostrady łączącej Pilzno z Brnem.